# 阎朝隐
阎朝隐，字友清，赵州栾城人，唐朝学者，曾参与修撰《三教珠英》（全书一千三百卷）。
阎朝隐父阎文逸，官至监察御史，少年时与兄阎镜几、弟阎仙舟俱知名当世。他的文章善于构奇，甚为时人所赏。武则天时期曾任给事中，圣历二年（699年），武则天诏学士李峤、阎朝隐、徐彦伯、张说、宋之问、崔湜、富嘉谟等四十七人修《三教珠英》，参加者被称为“珠英学士”，敦煌藏书有发现他们的诗集《珠英集》残卷。
圣历二年（698年），武则天有次生病，派阎朝隐往少室山祈祷。他以自身为祭品，祈祷武则天的病痛转到他身上。武则天康复后，赏赐他赐绢彩百匹、金银器十事，升任麟台少监（秘书少监）。
705年，神龙革命，张易之兄弟被杀，阎朝隐因为曾暗中替张易之编写三教珠英的篇章，被连坐流放岭南，不久召还。710年官著作郎，712年官正议大夫、行秘书少监。又坐事贬为通州别驾，卒于任上。